# Bunny Man
Il Bunny Man (lett. Uomo Coniglio) è una leggenda metropolitana originatasi dopo due incidenti avvenuti nel 1970 nella contea di Fairfax, nello stato della Virginia negli Stati Uniti. La leggenda ha numerose versioni, e molte di queste vedono un misterioso individuo travestito da coniglio attaccare le persone con la sua accetta o con un'ascia.
La maggior parte delle storie si verificano intorno al Colchester Overpass, un cavalcavia della Southern Railway che attraversa Colchester Road vicino a Clifton, Virginia, a volte indicato come "Bunny Man Bridge".
Le versioni della leggenda variano nel nome, nei motivi, nelle armi, nelle vittime, nella descrizione del costume da coniglio o nella sua mancanza, e talvolta anche nella sua possibile morte. In alcuni resoconti, i corpi delle vittime vengono mutilati e, in alcune varianti, si dice che il fantasma o lo spettro invecchiato dell'uomo coniglio esca dal suo luogo di morte ogni anno ad Halloween per commemorare la sua morte.

## La leggenda
Di base, esistono due versioni "ufficiali" della leggenda. La prima inizia con la chiusura di un manicomio di prigionia nel 1904 a Clifton, in Virginia, data la terribile reputazione che la struttura dava alla comunità. Un giorno, durante il trasferimento dei detenuti, l'autobus adibito al trasporto ebbe un incidente e numerosi criminali fuggirono, ma furono tutti recuperati eccetto due. Le ricerche proseguirono nei giorni e settimane seguenti senza trovare traccia dei fuggitivi, ma furono invece trovate diverse carcasse di conigli nei boschi vicini al luogo della sparizione, presumibilmente utilizzate dai due uomini come pasto. Successivamente, nei pressi del Colchester Overpass, venne trovato il cadavere impiccato di Marcus Wallste, uno dei due detenuti, con una scritta che identificava l'autore del macabro gesto come "Bunny Man". Intanto, la polizia era riuscita a dare un nome all'altro fuggitivo: Douglas J. Grifon. Da quel giorno egli diventò Bunny Man, mentre il Colchester Overpass, in cui fu ritrovato il cadavere di Wallste, venne rinominato dagli abitanti locali "Bunny Man Bridge". L'altra versione, invece, vedrebbe come protagonista un ragazzo adolescente che, un giorno di un periodo imprecisato, indossò un costume da coniglio e massacrò tutta la sua famiglia per poi impiccarsi al Colchester Overpass. Da lì in avanti, gli avvistamenti dell'uomo coniglio aumentarono vertiginosamente, per lo più descritto come un pericoloso individuo armato di ascia o accetta che minaccerebbe le persone e vandalizzerebbe le proprietà, ma il tutto venne bollato come semplice isteria di massa dalle autorità. Infatti, secondo l'archivista locale Brian A. Conley, la leggenda del Bunny Man non avrebbe alcun fondamento, dato che non è mai esistito alcun manicomio a Clifton (e di conseguenza nessun fascicolo riguardante soggetti di nome Marcus Wallste e Douglas J. Grifon) né si hanno notizie di un adolescente che abbia sterminato la propria famiglia, e che nessuno si sia mai impiccato al Colchester Overpass. Di conseguenza, secondo Conley, la storia sarebbe inventata e diffusasi per semplice isteria collettiva. Nonostante questo, però, qualcosa di reale sarebbe effettivamente accaduto.

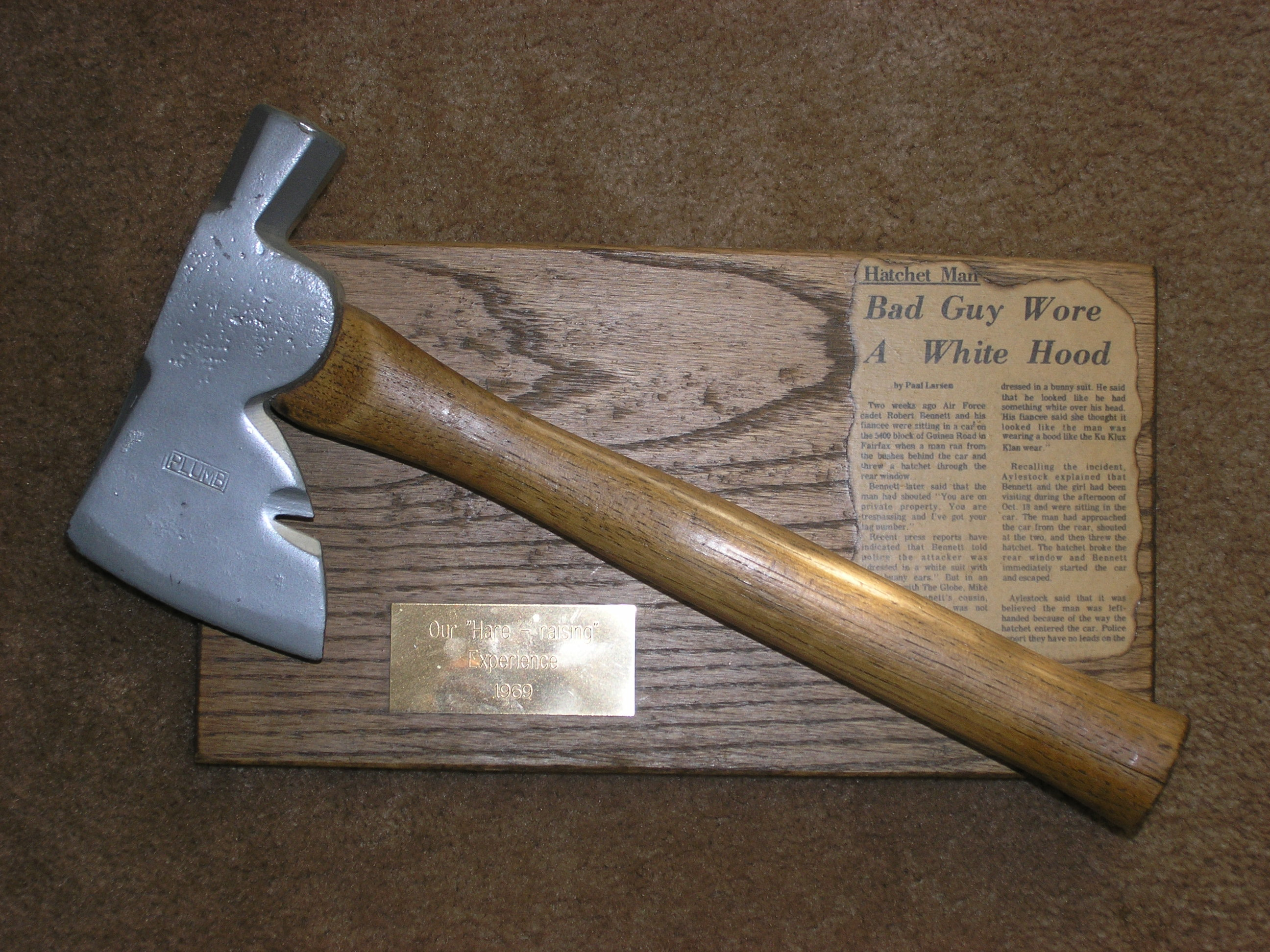
L'accetta che il Bunny Man avrebbe scagliato contro la macchina di Robert Bennett nel 1970

La sera del 19 ottobre 1970 il cadetto della United States Air Force Academy Robert Bennett e la sua fidanzata avrebbero parcheggiato la loro auto in un campo sulla Guinea Road a Burke. Mentre erano seduti sul sedile anteriore con il motore acceso, notarono qualcosa che si muoveva fuori dall'abitacolo. Qualche istante dopo, il finestrino del passeggero anteriore venne rotto e c'era una figura vestita di bianco in piedi vicino al finestrino infranto. Bennett, preso dal panico, partì immediatamente a tutta velocità, mentre il misterioso individuo urlava contro di loro dicendo che avevano violato la sua proprietà privata e che possedeva il numero di targa dell'automobile. Durante la fuga, la coppia si accorse che ai loro piedi vi era un'ascia, quasi certamente usata dall'aggressore per rompere il finestrino. Quando la polizia richiese una descrizione dell'uomo, Bennett insistette sul fatto che l'aggressore indossasse un abito bianco con lunghe orecchie da coniglio. Tuttavia, la fidanzata di Bennett contestò che il loro aggressore non avesse orecchie da coniglio in testa, ma indossava un capirote bianco di qualche tipo. Entrambi ricordavano di aver visto chiaramente il suo viso, ma nell'oscurità non potevano determinarne le fattezze. La polizia restituì l'ascia a Bennett dopo un esame, e la coppia la conservò come ricordo della terribile esperienza.
Il secondo avvistamento segnalato avvenne la sera del 29 ottobre 1970, quando la guardia di sicurezza Paul Phillips, mentre stava vigilando un cantiere edile, si avvicinò ad un uomo in piedi sotto il portico della casa in costruzione, a Kings Park West su Guinea Road. Phillips disse che l'uomo indossava un costume da coniglio grigio, nero e bianco, e aveva circa vent'anni, alto 1.73 m e di 79 kg di peso. Philips provò a rivolgersi al misterioso individuo e questi iniziò a colpire un palo del portico con un'ascia dicendo: "Stai sconfinando. Se non te ne vai, ti taglio la testa".
La polizia della contea di Fairfax ha aperto le indagini su entrambi gli incidenti, ma alla fine furono chiusi per mancanza di prove. Nelle settimane successive agli incidenti, più di cinquanta persone hanno contattato la polizia affermando di aver visto il Bunny Man. Diversi giornali, tra cui il Washington Post, hanno riferito che il Bunny Man avrebbe divorato un gatto appartenente ad uomo. Gli articoli del Post che menzionavano questo incidente erano:
- "Man in Bunny Suit Sought in Fairfax" (22 ottobre 1970)[3]
- "The "Rabbit" Reppears" (31 ottobre 1970)
- "Bunny Man Seen" (4 novembre 1970)
- "Bunny Reports Are Multiplying" (6 novembre 1970)

Nel 1973, Patricia Johnson, una studentessa dell'Università del Maryland, College Park, ha presentato un documento di ricerca che riportava esattamente cinquantaquattro variazioni sui due incidenti.

## Colchester Overpass
Il cavalcavia di Colchester fu costruito intorno al 1906 vicino al sito della Sangster's Station, una stazione ferroviaria dell'era della Guerra Civile su quella che un tempo era la Orange and Alexandria Railroad. A causa della sua associazione con la leggenda, il cavalcavia è una destinazione popolare per gli appassionati del paranormale (cacciatori di fantasmi) e per chi cerca curiosità. L'interesse aumenta intorno ad Halloween e, a partire dal 2003, le autorità locali hanno iniziato a controllare l'accesso all'area durante quel periodo. Durante Halloween del 2011, più di duecento persone, alcune provenienti anche dal confine di stato Pennsylvania-Maryland, sono state allontanate durante un posto di blocco del traffico di quattordici ore nell'area.

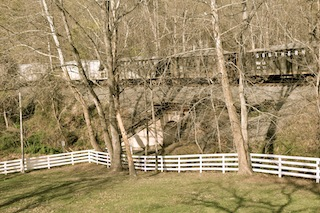
Un treno della Norfolk Southern mentre passa sul Colchester Overpass
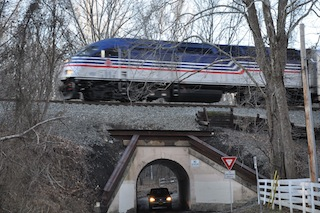
Un treno e un automobile che passano sul Colchester Overpass
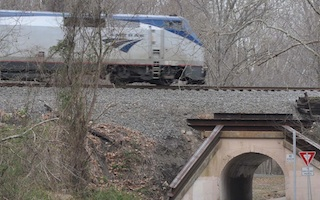
Un treno Amtrak sul Colchester Overpass
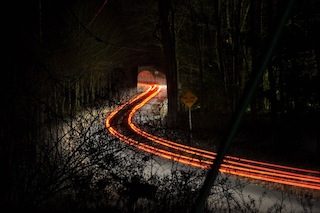
Traffico notturno sul Colchester Overpass

## Nella cultura popolare
La leggenda del Bunny Man ha ispirato il film thriller fantascientifico Donnie Darko del 2001 e il film slasher Bunnyman del 2011. Quest'ultima storia ha avuto ben due seguiti.
Nel 2017, la vicenda del Bunny Man ha ispirato il secondo episodio della prima stagione della serie televisiva Lore - Antologia dell'orrore.
Durante l'episodio "Let's Get Started" del The Chris Gethard Show, l'ospite Chris Gethard si è travestito per tutto l'episodio come il Bunny Man.
Nel 2015, l'autrice di saggistica Jenny Cutler Lopez ha pubblicato un lungometraggio sul Northern Virginia Magazine (oltre 100.000 lettori) intitolato Long Live The Bunnyman.